# Cheval à bascule
Ne doit pas être confondu avec balançoire à bascule ou jeu sur ressort.

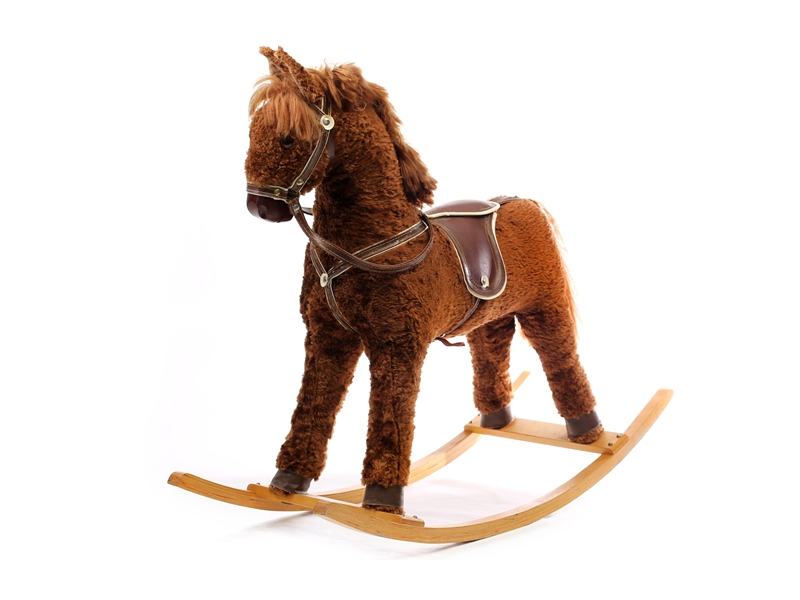
Cheval à bascule des années 1980, recouvert d'un harnachement et de mohair, présenté au Children's Museum of Indianapolis.

Un cheval à bascule (/ʃə.val a bas.kyl/) est un jouet pour les enfants, dont la forme imite un cheval. Il apparaît sous sa forme actuelle au XVIIe siècle et devient réellement populaire pendant les deux siècles suivants, tout particulièrement en Angleterre. Grâce à la révolution industrielle, la production de chevaux à bascule à grande échelle devient courante dans les années 1840. Dans les campagnes, ces jouets sont longtemps fabriqués de manière artisanale, jusqu'au milieu du XXe siècle. Le cheval à bascule se présente comme un cheval sculpté ou moulé, monté sur un support solide afin que l'enfant puisse bouger en toute sécurité. Fait à l'origine de bois recouvert ou non d'un harnachement en cuir et d'une peau de vachette, il peut désormais être en plastique peint de couleur vive et ne pas comporter d'étriers. Un système permet à l'enfant d'initier un mouvement afin de simuler le déplacement du cheval grâce à l'oscillation du jouet. 

## Histoire

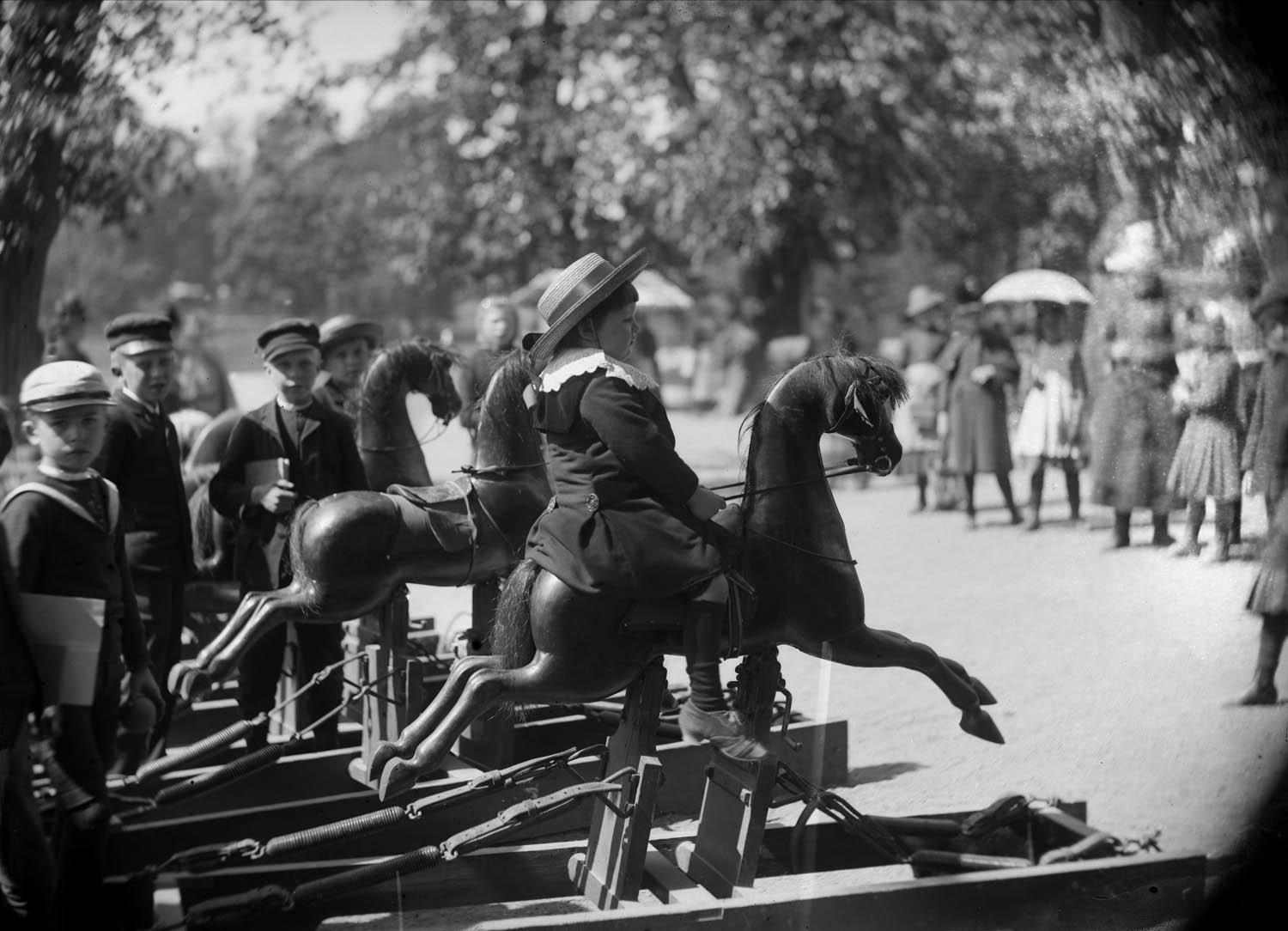
Chevaux à bascule à Stockholm dans les années 1880.

De tous temps, des objets en bois ont été créés en forme de chevaux, pour les enfants : le cheval semble avoir toujours été leur forme de jouet préférée. L'origine du cheval à bascule est certainement influencée par les berceaux à bascule, les chevaux bâtons et les grands chevaux de bois à roues utilisés pour l'entraînement de chevalerie à la joute équestre. Le plus ancien modèle connu remonte à 1610. Il est exposé au Museum of Childhood, une branche du Victoria and Albert Museum, à Bethnal Green, dans l'East End à Londres. Ce jouet n'apparaît donc pas avant le XVIIe siècle sous sa forme actuelle. Il semble assez fréquent au XVIIIe siècle en Angleterre, généralement sous la forme d'un cheval en bois monté sur roues, et recouvert de peau de vachette brune. Cette généralisation s'inscrit dans un contexte où les enfants anglais semblent accéder de plus en plus souvent à des jouets et des jeux. Les fabrications sont longtemps artisanales, à partir des matériaux disponibles en cas de besoin. Au cours du XIXe siècle, la production de chevaux à bascule s'inscrit peu à peu dans l'industrialisation de l'époque victorienne : les enfants sont, pour la première fois, considérés comme des consommateurs comme les autres. À Londres et à Dublin, dans les années 1840, les fabricants de jouets vendent des chevaux à bascule conçus selon des procédés industriels. Le travail du bois représente un marché porteur, tant pour les adultes que pour les enfants. Ce n'est d'ailleurs pas un hasard si, sur la carte des centres de production industrielle publiée en 1851, les usines de création de jouets sont symbolisées par un cheval à bascule. Pendant tout le XIXe siècle, le cheval à bascule connaît une vogue considérable.
L'objet est considéré sans ambiguïté comme étant un jouet d'enfant : une comptine populaire anglaise consignée en 1900 parle de l'adolescence comme de l'époque où le cheval à bascule est relégué dans un coin de la mansarde. Ce jouet est cité en premier dans la comptine, ce qui atteste son omniprésence dans les foyers anglais d'alors. L'accès à une production industrielle de chevaux à bascule n'est pas possible partout, mais ce jouet est très répandu dans les foyers du monde occidental. Dans le pays de Caux, en Normandie, durant la première moitié du XXe siècle, le cheval à bascule est le jouet le plus communément trouvé. Il est fréquent que, dans les villages très ruraux, une famille demande au menuisier local d'en fabriquer un. Ces modèles ont généralement un siège et sont offerts à l'enfant lorsqu'il atteint l'âge d'un an à un an et demi. De même, parmi les familles rurales du Québec, c'est habituellement le père de l'enfant (ou son parrain, son grand-père...) qui lui fabrique un cheval à bascule muni d'un siège pendant les longues soirées d'hiver. Ces objets sont très rarement achetés dans le commerce. Dans le sud de la Pologne, le cheval est toujours de loin (2000) la forme la plus représentée parmi les jouets, depuis la fin du XIXe siècle. On y trouve différents jouets à bascule ou à roulettes de formes variées. 

## Description et rôle
Il existe désormais de très nombreux modèles, en bois recouvert ou non de tissus, en plastique ou dans d'autres matières, allant de celui à siège pour les tout-petits au modèle à étriers assez grand pour les adultes. 

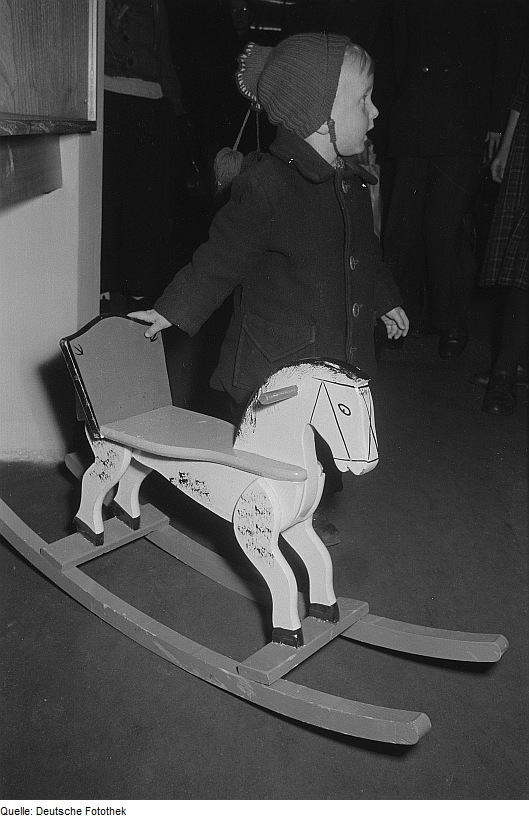
Modèle en bois à siège, pour les tout-petits
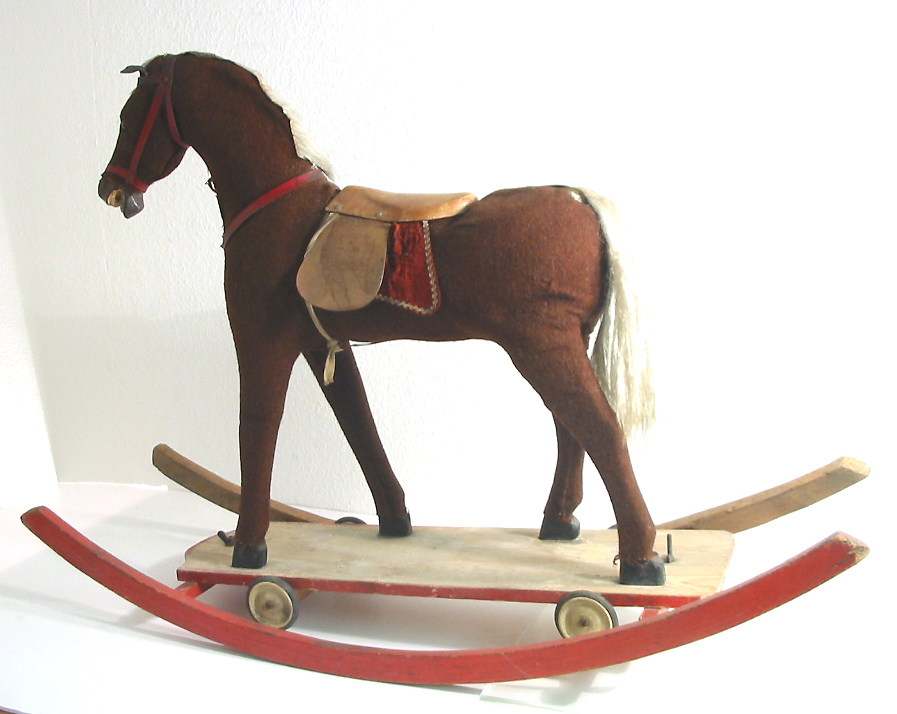
Modèle à roulettes recouvert de tissu
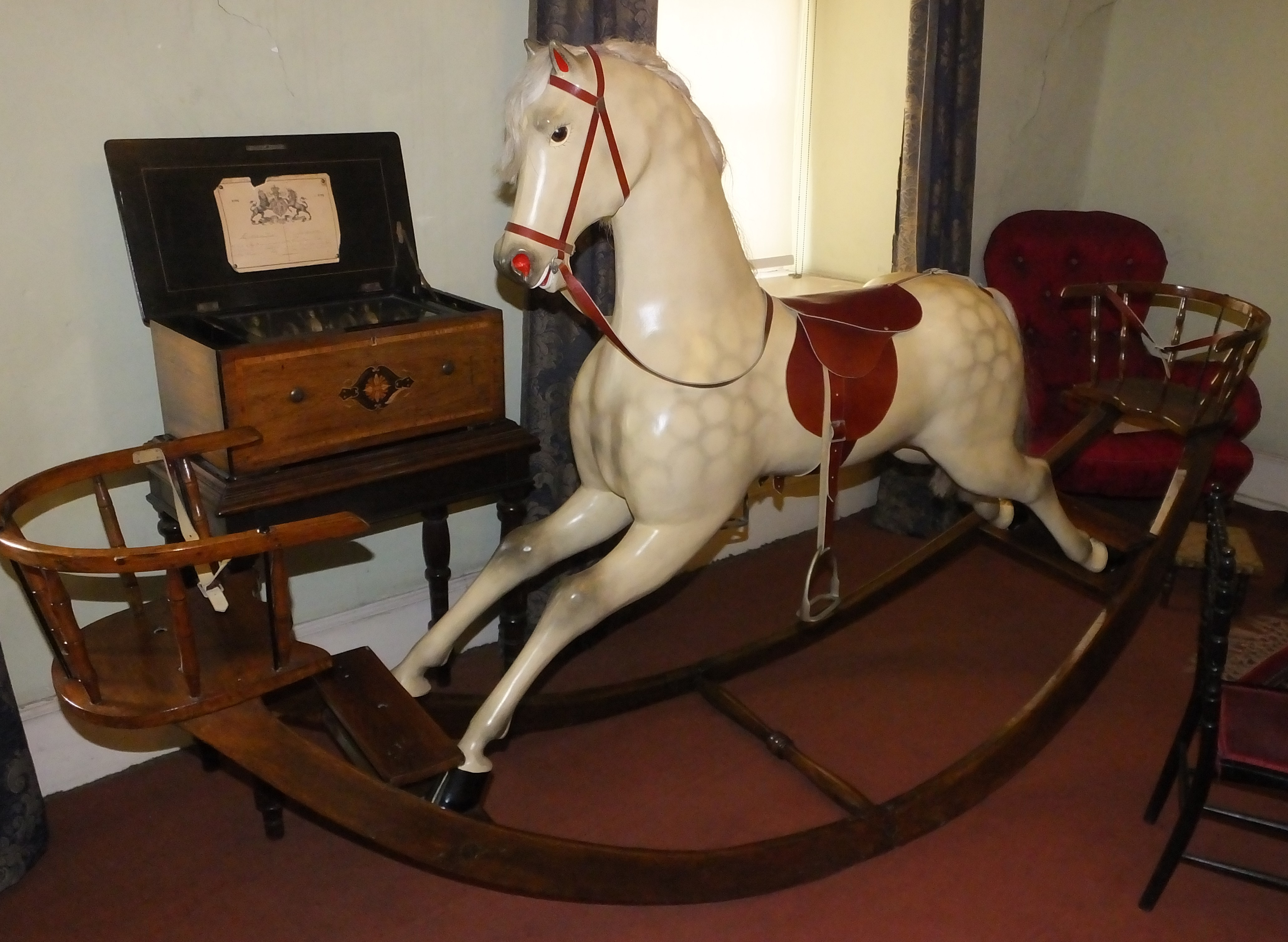
Grand modèle en plastique avec étriers
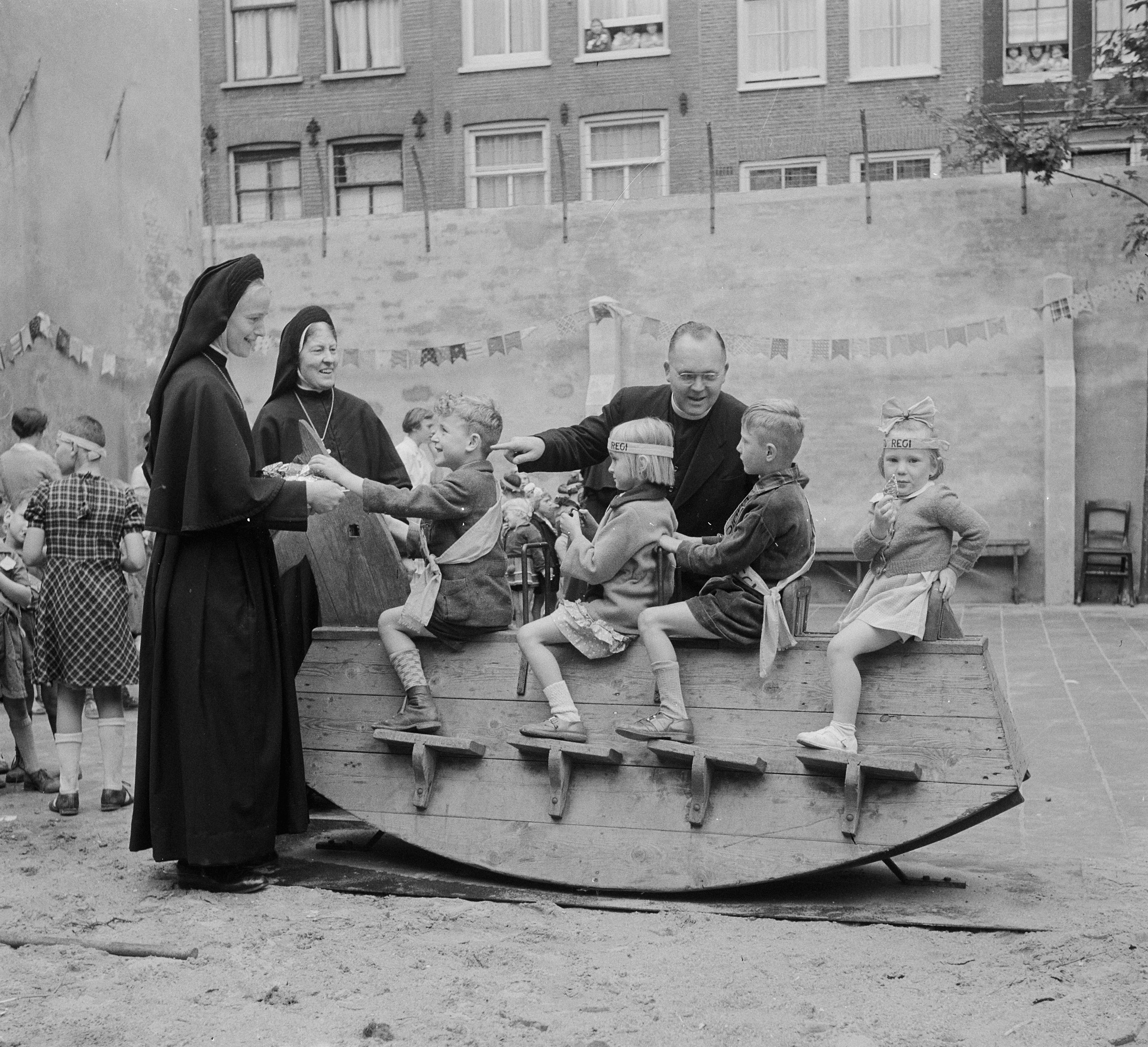
Cheval à bascule collectif
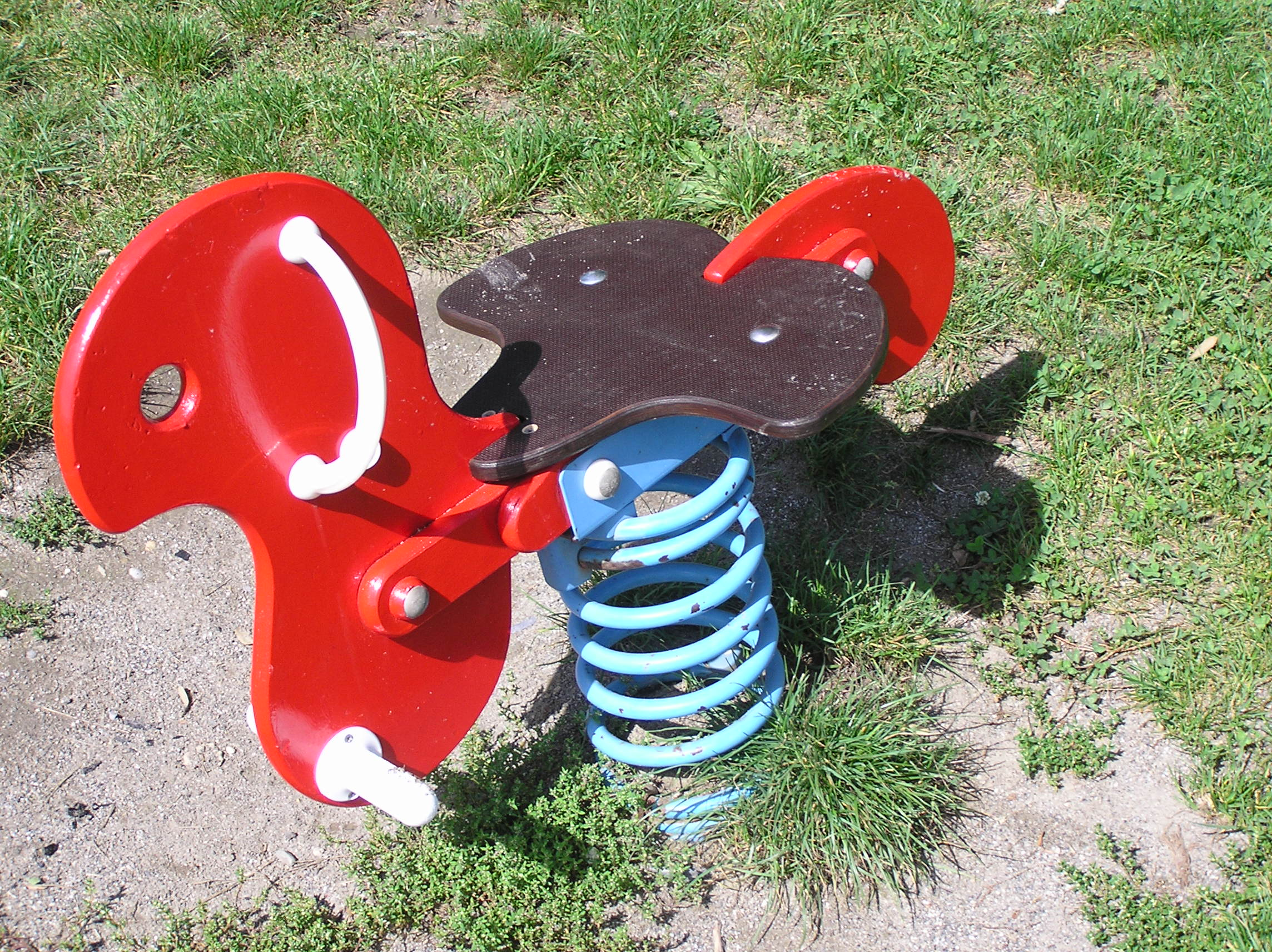
Cheval à bascule en version jeu sur ressort pour terrain de jeux
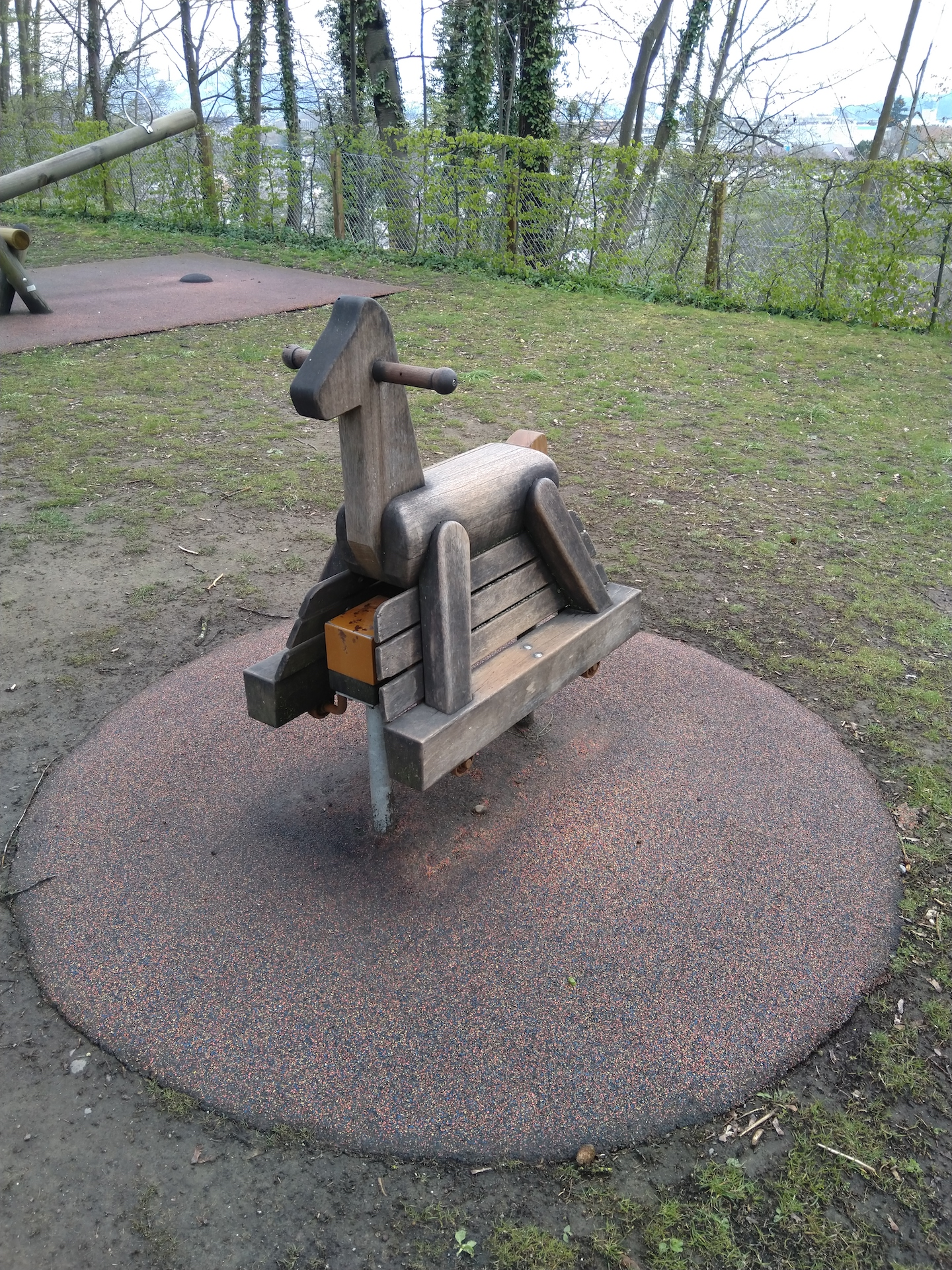
Cheval à bascule sur un terrain de jeux moderne
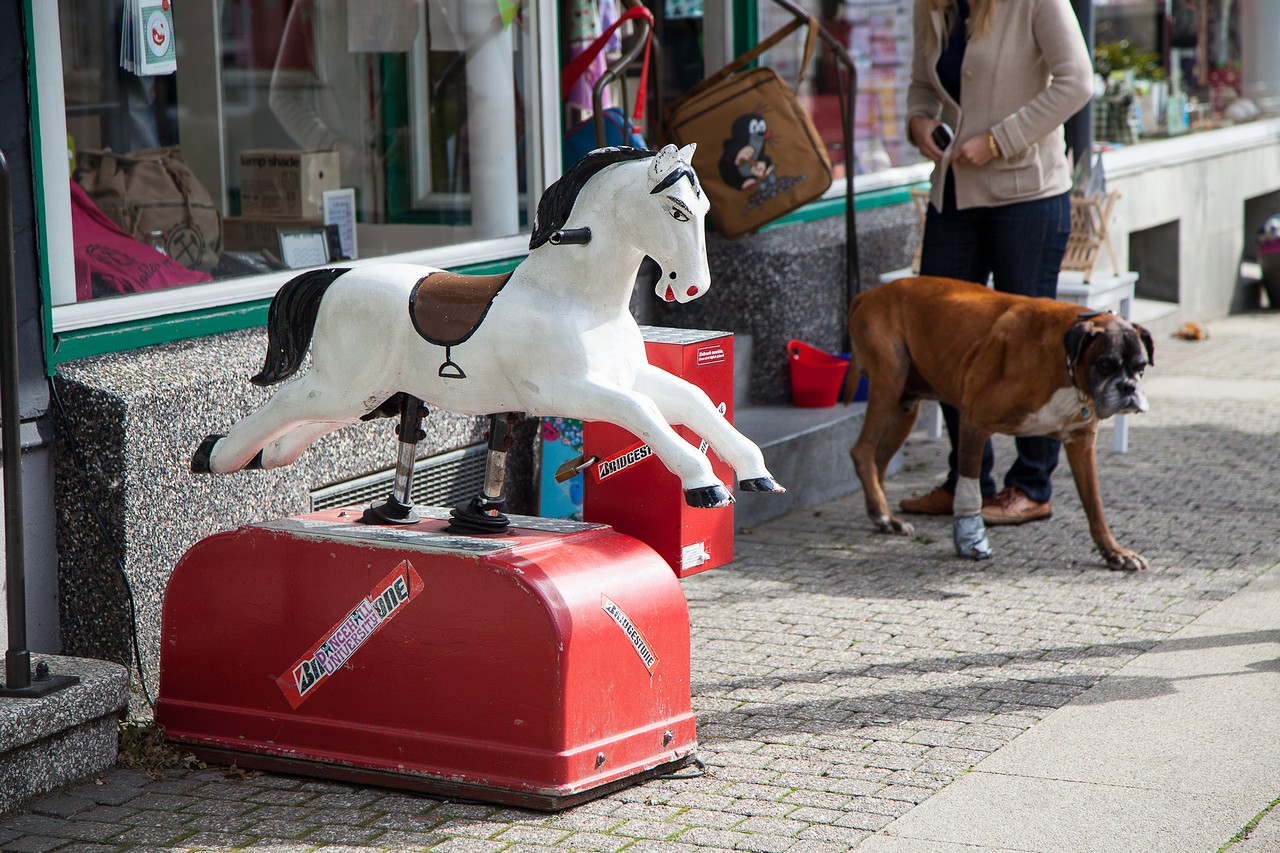
Évolution du cheval à bascule en version cheval mécanique

Le cheval à bascule présente un intérêt pour le développement psychomoteur de l'enfant, dans la mesure où il doit réaliser un mouvement corporel pour le faire osciller.

## Dans l'art et la littérature
Quelques peintres ont laissé courir leur imagination sur ce thème. 

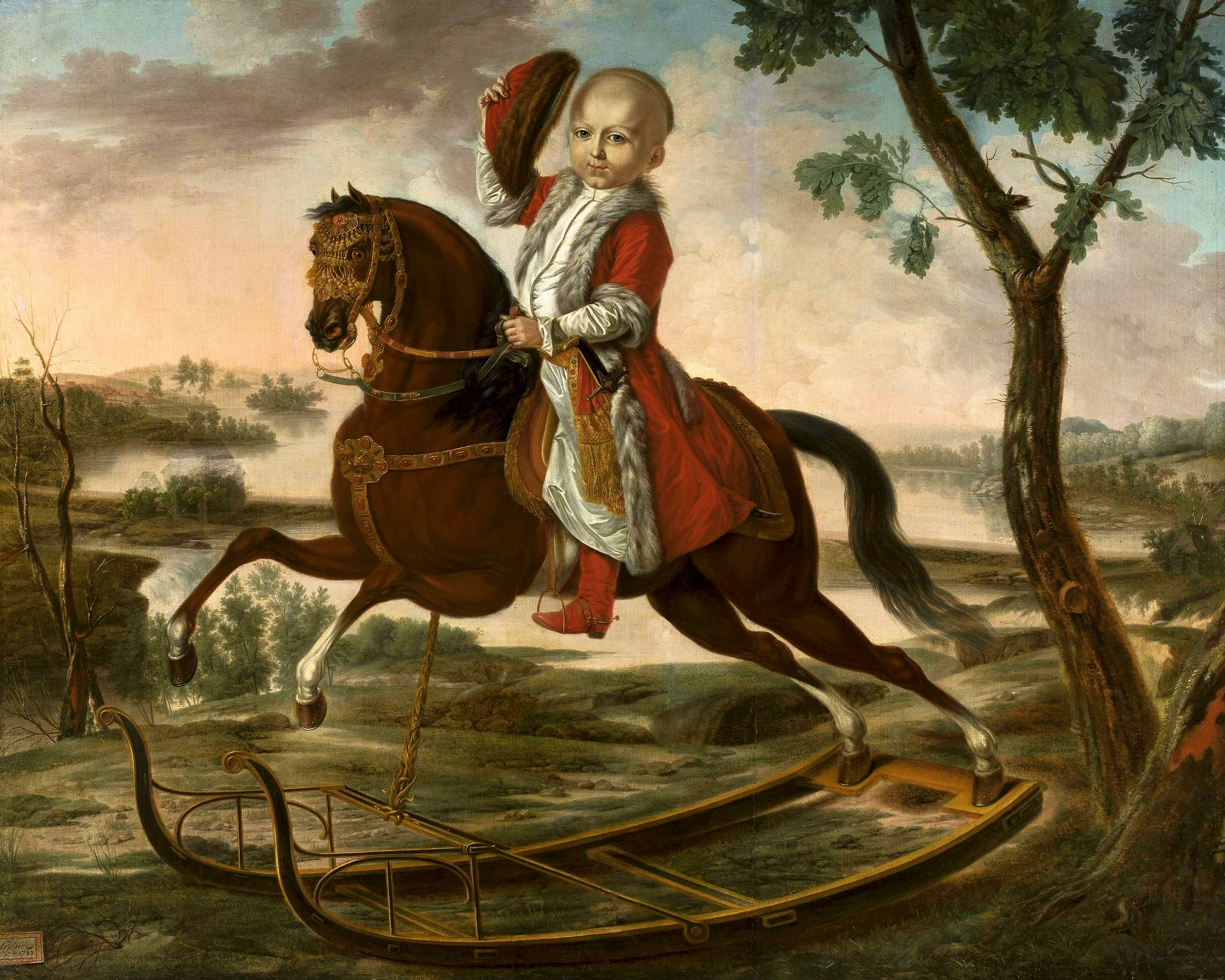
Stanislas Potocki sur un cheval à bascule, vers 1798
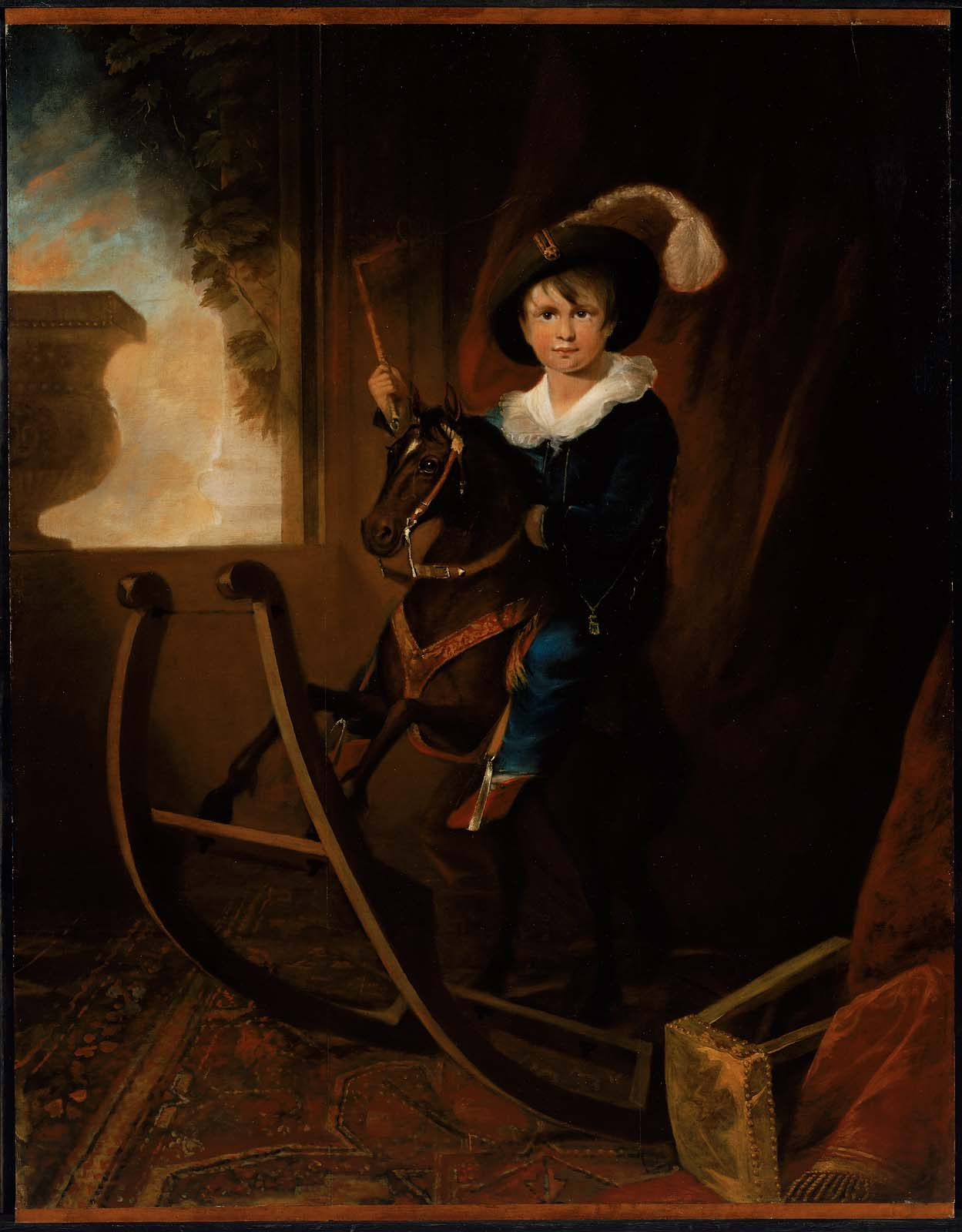
Boy on a Hobby Horse, vers 1815, par Henry Sargent.
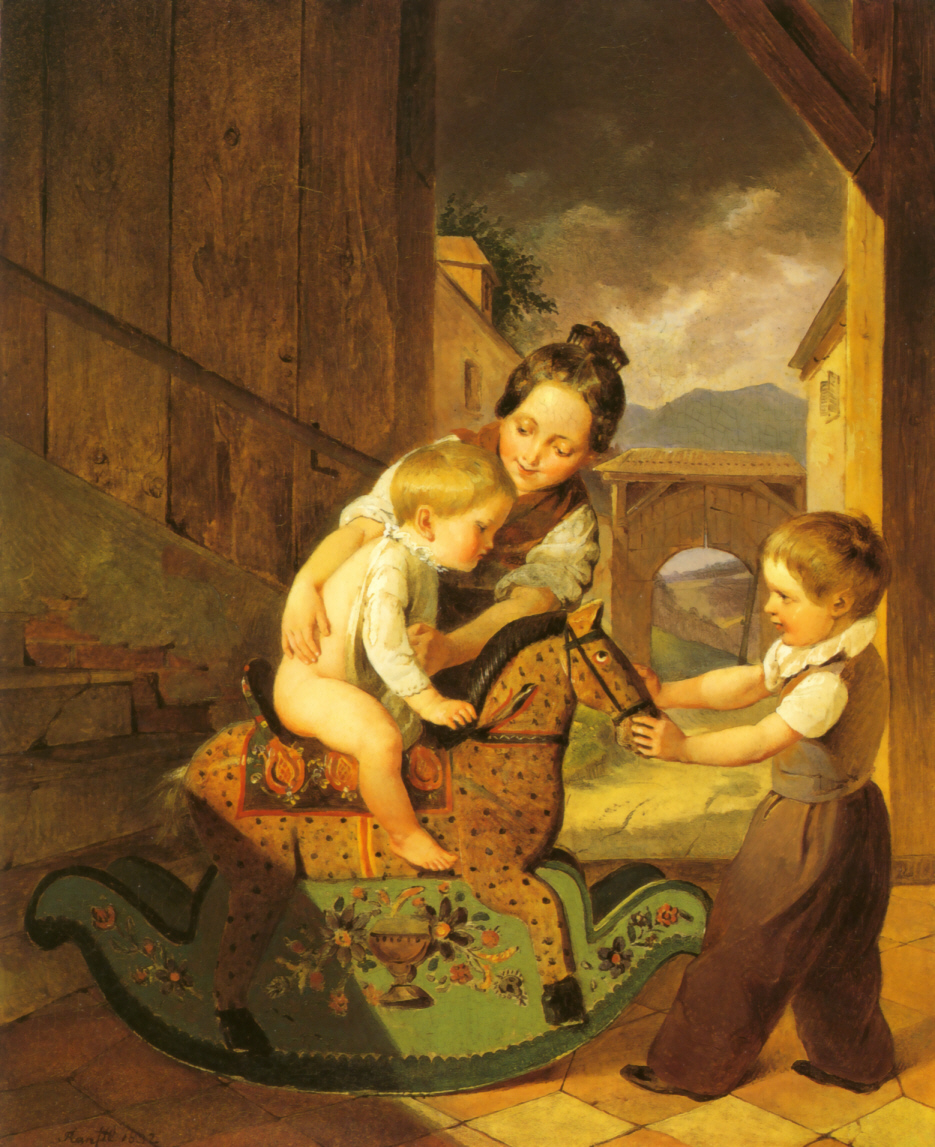
Der kleine Reitersmann par Johann Matthias Ranftl, 1832, huile sur toile, collection privée.
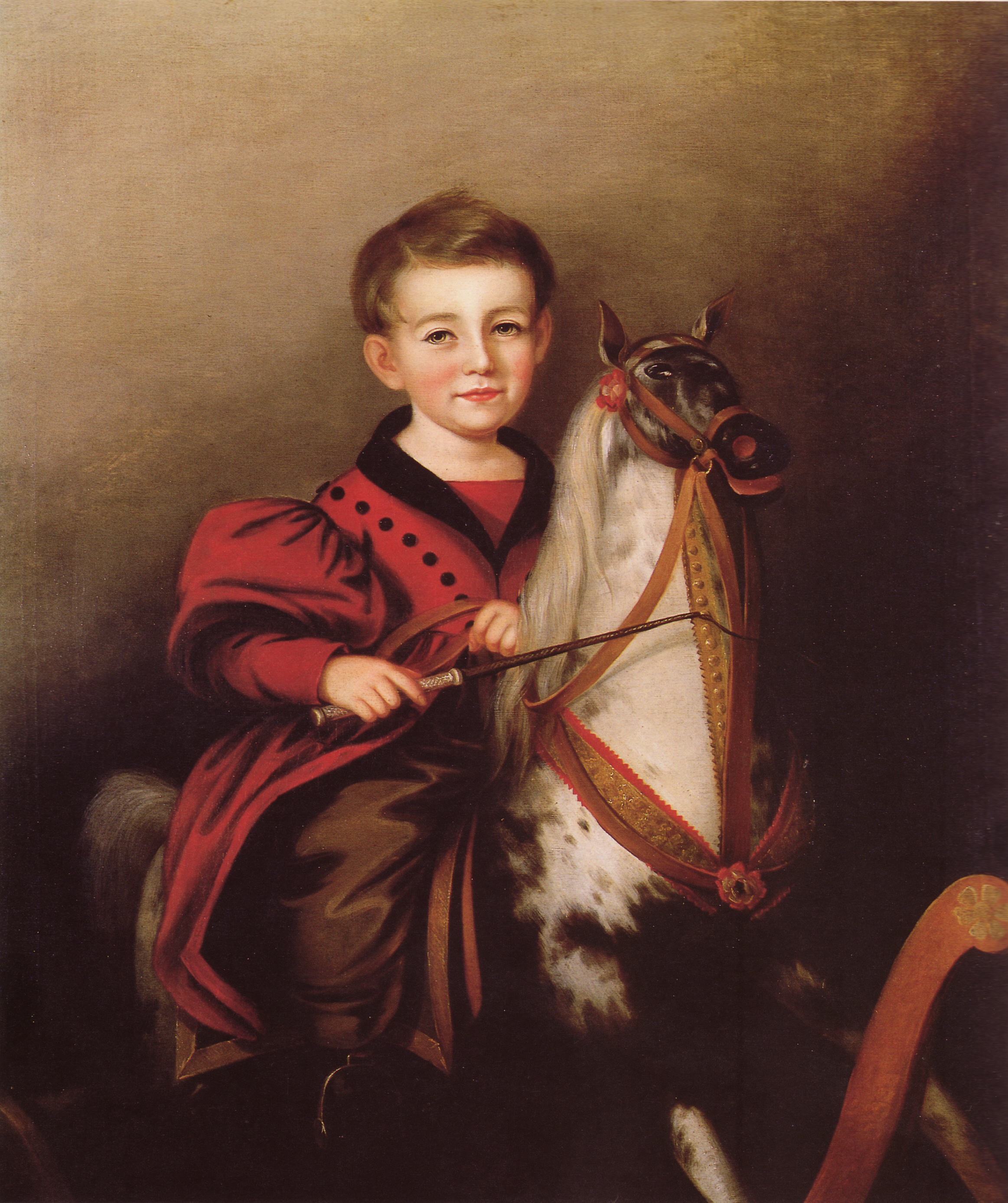
Charles Lavallen Jessop (Boy on a Rocking Horse) par Sarah Miriam Peale, 1840
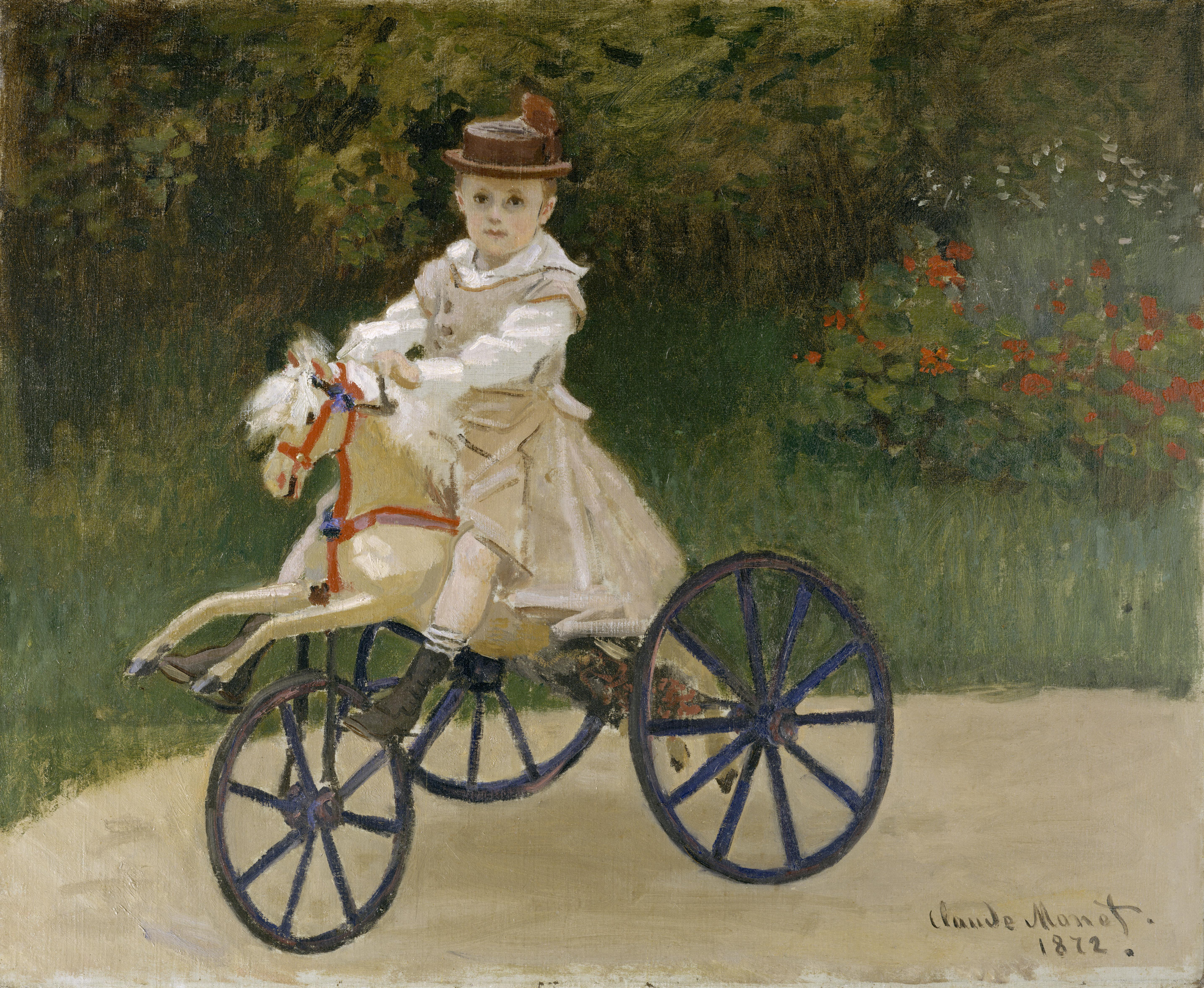
Jean Monet sur son cheval à bascule, peinture de Claude Monet, 1872.

Le cheval à bascule est aussi le titre d'un roman policier d'Agatha Christie.

## Attraction

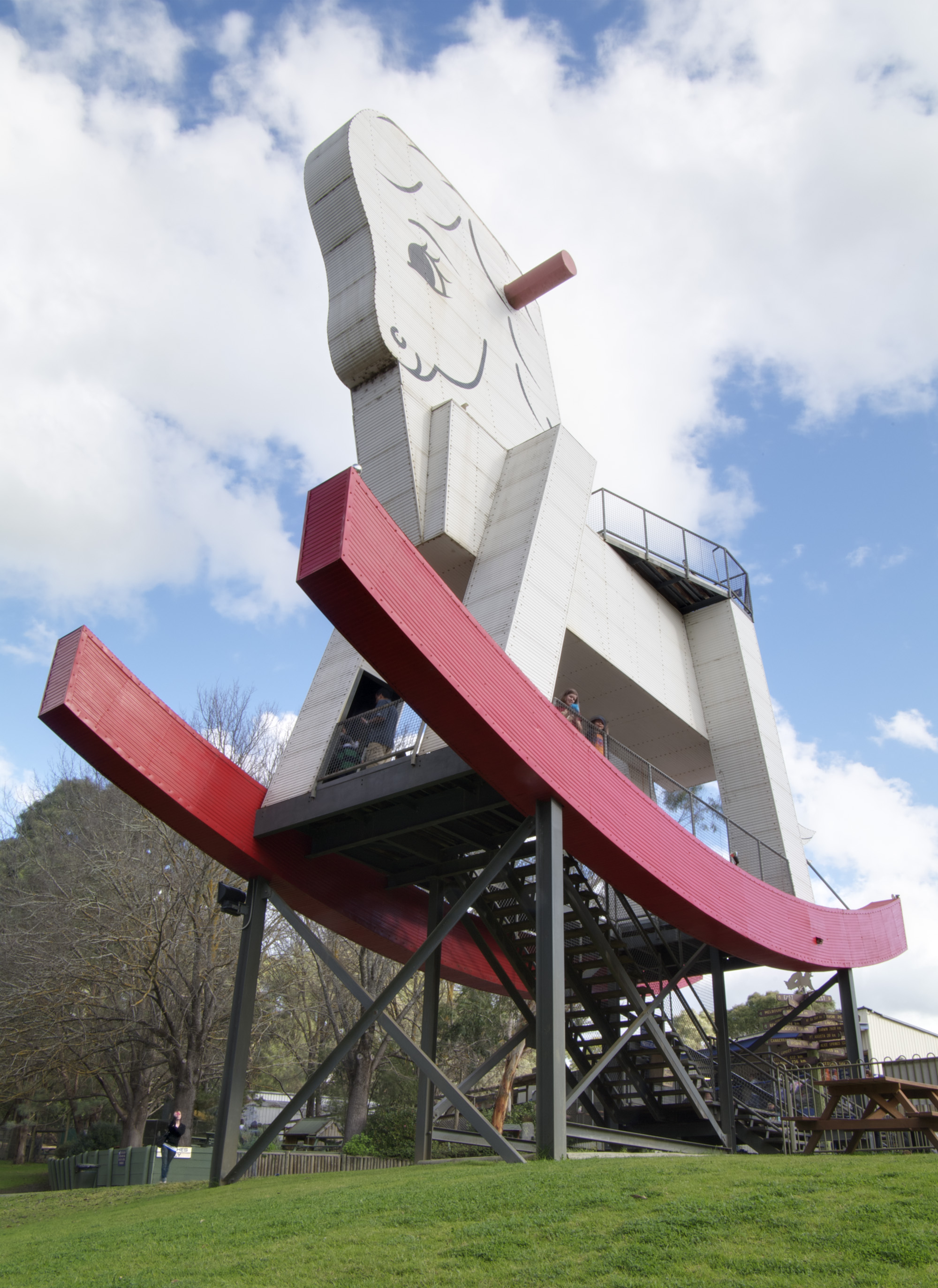
Le Big rocking horse.

Le Big Rocking Horse (en) est une attraction touristique située à Gumeracha en Australie-Méridionale.